# Championnat d'Eswatini de football 2018-2019
Navigation
Édition précédente Édition suivante
La saison 2018-2019 du Championnat d'Eswatini de football est la quarante-troisième édition de la Premier League, le championnat national de première division en Eswatini. Les quatorze équipes engagées sont regroupées au sein d'une poule unique où elles affrontent deux fois leurs adversaires, à domicile et à l'extérieur. En fin de saison, les deux derniers du classement sont relégués et remplacés par les deux meilleures équipes de deuxième division.
C'est le Green Mamba qui remporte la compétition cette saison après avoir terminé en tête du classement final, ne devançant le Royal Leopards FC qu'à la faveur d'une meilleure différence de buts particulière. C'est le second titre de champion du Swaziland de l'histoire du club après celui remporté en 2011.

## Participants
- Manzini Sundowns
- Manzini Wanderers
- Young Buffaloes FC
- Moneni Pirates
- Mbabane Highlanders
- Mbabane Swallows
- Tambuti FC
- Green Mamba
- Royal Leopards FC
- Malanti Chiefs FC
- Vovovo FC
- Matsapha United
- Manzini Sea Birds FC - Promu de D2
- Mbabane Citizens FC - Promu de D2

## Compétition

### Classement
Le classement est établi sur le barème de points suivant : victoire à 3 points, match nul à 1, défaite à 0.
| Rang | Équipe                | Pts | J  | G  | N  | P  | Bp | Bc | Diff |
| ---- | --------------------- | --- | -- | -- | -- | -- | -- | -- | ---- |
| 1    | Green Mamba           | 58  | 26 | 18 | 4  | 4  | 45 | 12 | +33  |
| 2    | Royal Leopards FC     | 58  | 26 | 18 | 4  | 4  | 43 | 13 | +30  |
| 3    | Young Buffaloes FCC   | 48  | 26 | 13 | 9  | 4  | 39 | 19 | +20  |
| 4    | Mbabane SwallowsT     | 46  | 26 | 13 | 7  | 6  | 32 | 19 | +13  |
| 5    | Mbabane Highlanders   | 44  | 26 | 12 | 8  | 6  | 31 | 20 | +11  |
| 6    | Manzini Sea Birds FCP | 34  | 26 | 10 | 4  | 12 | 34 | 34 | 0    |
| 7    | Matsapha United       | 30  | 26 | 8  | 6  | 12 | 29 | 34 | -5   |
| 8    | Malanti Chiefs FC     | 29  | 26 | 6  | 11 | 9  | 24 | 29 | -5   |
| 9    | Manzini Sundowns      | 27  | 26 | 6  | 9  | 11 | 17 | 34 | -17  |
| 10   | Moneni Pirates        | 27  | 26 | 6  | 9  | 11 | 23 | 34 | -11  |
| 11   | Manzini Wanderers     | 27  | 26 | 7  | 6  | 13 | 23 | 34 | -11  |
| 12   | Tambuti FC            | 26  | 26 | 6  | 8  | 12 | 20 | 30 | -10  |
| 13   | Vovovo FC             | 22  | 26 | 4  | 10 | 12 | 16 | 31 | -15  |
| 14   | Mbabane Citizens FCP  | 17  | 26 | 2  | 11 | 13 | 17 | 50 | -33  |

|  | Qualification pour la Ligue des champions de la CAF 2019-2020                           |
|  | Qualification pour la Coupe de la confédération 2019-2020                               |
|  | Relégation directe en deuxième division                                                 |
|  | T : Tenant du titre C : Vainqueur de la Coupe d'Eswatini P : Promu de deuxième division |

## Bilan de la saison
| Championnat d'Eswatini de football 2018-2019 |                        |
| Champion                                     | Green Mamba (2e titre) |
| Coupes et trophées                           |                        |
| Vainqueur de la Coupe d'Eswatini 2018-2019   | Young Buffaloes FC     |
| Qualifications continentales                 |                        |
| Ligue des champions de la CAF 2019-2020      | Green Mamba            |
| Coupe de la confédération 2019-2020          | Young Buffaloes FC     |
| Promotions et relégations                    |                        |
| Promus en Premier League                     | Black Swallows FC      |
| Promus en Premier League                     | Milling Hotspurs FC    |
| Relégués en First Division League            | Vovovo FC              |
| Relégués en First Division League            | Mbabane Citizens FC    |